# Яковлев, Николай Тимофеевич
Николай Тимофеевич Яковлев (26 августа 1879 года, Санкт-Петербург — 14 апреля 1956 года, Москва) — российский архитектор, автор ряда памятников архитектуры в Риге.

## Образование
Родился в Санкт-Петербурге. О его родителях практически ничего не известно, однако имеются данные, что он обучался в приюте Петра Ольденбургского, в котором обычно проходили обучение сироты или дети из малообеспеченных семей, независимо от вероисповедания и сословия. Он демонстрировал высокие результаты в учёбе, а после окончания реального училища смог поступить в Институт гражданских инженеров в Санкт-Петербурге, имевший репутацию престижного учебного заведения.
Продолжил образование в Рижском политехническом институте, который поддерживал уровень одной из ведущих архитектурных школ в Российской империи. В 1910 году Яковлев окончил факультет архитектуры РПИ и стал практикующим архитектором. В Риге он проработал три с половиной года. Достоверно известно, что он является автором проектов по крайней мере 16 зданий.

## Рижский этап творчества
В 1910 году архитектор Н. Т. Яковлев проектирует свой первый дом по адресу Романовская (ныне Лачплеша), 100. В Риге довоенной эпохи доминировали формы латышского этнографического зодчества или формы немецкой бюргерской архитектуры, однако как заказчик, так и архитектор не стремились к стилизации латышского романтического канона или образцов немецкой школы югендстиля. Яковлев выполнил проект в мотивах, характерных для русской народной сказки, насытив фасад здания оригинальными фольклорными аллюзиями. Доходный дом находится в Московском форштадте, где традиционно проживали русские купцы и ремесленники, поэтому планировщик выполнил фасад в «русском стиле» в соответствии с эстетической концепцией модерна, чрезвычайно распространённого в Риге до Первой мировой войны. Ряд архитектурных деталей фасада напоминают украшения, характерные для русских теремов. Орнаментальные мотивы, отображённые автором, также отражают дух русского сказочного и песенного фольклора: пролетающая Баба-яга, дерево с молодильными яблоками, сказочные Жар-птицы, символизирующие богатство, процветание и возрождение, а также легендарный сказочный остров Буян посреди бескрайнего моря. Эти символы соответствовали эмблематике модерна, однако, в отличие от большинства других зданий, декорированных в латышском фольклорном стиле, символы на фасаде здания Яковлева отражают своеобразие русской эпической традиции.
Впоследствии выяснилось, что фреска на фасада дома по Лачплеша 100 представляет собой копию рисунка живописца Ивана Билибина к сказке «Марья Моревна». Изображение Бабы-Яги, по всей видимости, было срисовано с иллюстрации того же Билибина для сказки «Василиса Прекрасная».
Мотивы русской народной сказки также отражены на фасаде дома, спроектированного Яковлевым по адресу: улица Даугавпилс (Двинская), 23. На русскую фольклорную традицию указывают полукруглые окна, кронштейны, стилизованные под орнамент русского терема, килевидный щипец, который венчает центральный фасад здания, отчётливо напоминает луковидную маковку православного храма. Расцвеченная плитка из кафеля и цветочные узоры также отсылают к русскому простонародному зодчеству. Таким образом, первые рижские здания, спроектированные Н. Яковлевым для рижских домовладельцев, привносят в архитектурный образ Риги черты, характерные для петербургского модерна.
Несколько зданий Яковлев спроектировал в стилевой манере латышского национального романтизма, который был весьма популярен среди зажиточных латышских домовладельцев того времени. На улицах Бруниниеку, Екабпилс, Баускас и Саркандаугавас здания Яковлева отсылают к нордически сдержанным чертам северного ответвления модерна. Массивные, монументальные формы, треугольные щипцы, минимальное количество флоральных орнаментов и демонстративная крутизна крыш отличают эти постройки.
По улице Клуса (Кишэзера), 7 Яковлев спроектировал жилой комплекс, состоящий из трёх корпусов. Эти корпуса как бы симметрично фокусируются в небольшой площадке, расположенной в центре. Центральную часть фасада украшают ленты и гирлянды, а по бокам изображены стилизованные лавровые венки.
За 1911 и 1912 год в Риге Яковлевым, иногда в соавторстве с другими архитекторами, было спроектировано девять доходных домов: Кришьяня Барона, 52 и 129; Бривибас, 190; Александра Чака, 57; Матиса, 17; Пушкина, 2; Езусбазницас, 5; Миера, 76. Эти здания отличает строгая ритмичность фасадов, возвышенность, скромная орнаментика, например, гирлянды. В одном случае Яковлев изобразил грифонов.
В 1913 году Яковлев проектирует последний на рижском этапе урбанистического зодчества доходный дом, примыкавший к Старой Риге, расположенный на улице 13 Января. Здание выстроено с опорой на мотивы зарождающегося функционализма с элементами, предвосхищающими ар-деко — одно из ключевых течений в изобразительном искусстве послевоенного времени. Здание оригинально стилизовано в манере небоскрёба, представляющего собой символическое отражение торгово-экономического развития в рамках «прекрасной эпохи»; на крыше расположена башенка-обелиск. Линии, организующие здание, рациональные и строгие. Здание не сохранилось, на его месте теперь располагается отель «Avalon».

## Дальнейшая деятельность
С началом Мировой войны Яковлев покидает Ригу и отправляется в Петроград, где некоторое время продолжает проектировать доходные дома, а до 1917 года является сотрудником управления гражданских дел Петрограда. В 1920—1923 годах Яковлев занимает инженерную должность в Северокавказском управлении железных дорог. После этого он направляется в Москву, где до выхода на пенсию работает в Наркомате путей сообщения.
В последний период жизни, вплоть до 1956 года, Н. Т. Яковлев преподавал в Московском железнодорожном техникуме.